# Jeunesse Gabonais
Jeunesse Gabonais (Juventud Gabonesa, en francés) fue el nombre del primer partido político creado en Gabón. Fundado en 1922, cuando el país aún se encontraba bajo la administración colonial francesa. Los objetivos principales del partido eran la obtención de igualdad de oportunidades en el campo de la educación y en la administración para los gaboneses.